# Mistrzostwa Świata w Kolarstwie Torowym 1958
55. Mistrzostwa Świata w Kolarstwie Torowym 1958 odbyły się w stolicy Francji – Paryżu. Oprócz poprzednio rozgrywanych konkurencji: sprintu zawodowców i amatorów, wyścigu na dochodzenie zawodowców i amatorów oraz wyścigu ze startu zatrzymanego zawodowców do programu powrócił także wyścig ze startu zatrzymanego amatorów (ostatnio rozegrany w 1914 roku). Na tych mistrzostwach po raz pierwszy wystąpiły także kobiety, które rywalizowały w sprincie i wyścigu na dochodzenie.

## Medaliści

### Kobiety
| Konkurencja                        | Złoto              | Srebro              | Brąz         |
| ---------------------------------- | ------------------ | ------------------- | ------------ |
| Sprint indywidualny                | Galina Jermołajewa | Walentina Maksimowa | Jean Dunn    |
| Wyścig indywidualny na dochodzenie | Lubow Koczetowa    | Stella Bail         | Kathleen Ray |

### Mężczyźni
| Konkurencja                                   | Złoto                | Srebro              | Brąz                 |
| --------------------------------------------- | -------------------- | ------------------- | -------------------- |
| Sprint indywidualny amatorów                  | Valentino Gasparella | Sante Gaiardoni     | Dick Ploog           |
| Wyścig indywidualny na dochodzenie amatorów   | Norman Sheil         | Philippe Gaudrillet | Carlo Simonigh       |
| Wyścig ze startu zatrzymanego amatorów        | Lothar Meister       | Heinz Wahl          | Arie van Houwelingen |
| Sprint indywidualny zawodowców                | Michel Rousseau      | Enzo Sacchi         | Antonio Maspes       |
| Wyścig indywidualny na dochodzenie zawodowców | Roger Rivière        | Leandro Faggin      | Franco Gandini       |
| Wyścig ze startu zatrzymanego zawodowców      | Walter Bucher        | Guillermo Timoner   | Wout Wagtmans        |

## Klasyfikacja medalowa
| Miejsce | Państwo         |   |   |   | Razem |
| ------- | --------------- | - | - | - | ----- |
| 1.      | Francja         | 2 | 1 | 0 | 3     |
|         | ZSRR            | 2 | 1 | 0 | 3     |
| 3.      | Włochy          | 1 | 3 | 3 | 7     |
| 4.      | Wielka Brytania | 1 | 1 | 2 | 4     |
| 5.      | NRD             | 1 | 1 | 0 | 2     |
| 6.      | Szwajcaria      | 1 | 0 | 0 | 1     |
| 7.      | Hiszpania       | 0 | 1 | 0 | 1     |
| 8.      | Holandia        | 0 | 0 | 2 | 2     |
| 9.      | Australia       | 0 | 0 | 1 | 1     |